# Jill Smoller
Jill Smoller (4 september 1964) is een tennisspeelster uit de Verenigde Staten van Amerika.
In 1988 mocht Smoller als lucky loser deelnemen aan het Australian Open, waarmee zij haar eerste grandslamtoernooi speelde.
Na haar actieve carrière, sinds 1997, werd Smollers commercieel agent van sporters, onder andere van Serena Williams en Florence Griffith-Joyner.